# Tasmanogobius gloveri
Tasmanogobius gloveri är en fiskart som beskrevs av Hoese, 1991. Tasmanogobius gloveri ingår i släktet Tasmanogobius och familjen smörbultsfiskar. Inga underarter finns listade i Catalogue of Life.